# Funció contínua
|  | «Continuïtat» redirigeix aquí. Vegeu-ne altres significats a «Continuïtat (desambiguació)». |

Funció contínua és un terme utilitzat en matemàtiques i, en particular, en topologia.

## Definició matemàtica per funcions de variables reals

### Funció contínua en un punt
Siguin {\displaystyle I} un interval de {\displaystyle \mathbb {R} }, {\displaystyle f} una aplicació de {\displaystyle I} a {\displaystyle \mathbb {R} }, i {\displaystyle x_{0}} un punt de {\displaystyle I}.
1. Si {\displaystyle x_{0}\in I} i {\displaystyle x_{0}} és un punt d'acumulació de {\displaystyle I}, direm que {\displaystyle f} és contínua en el punt {\displaystyle x_{0}} si {\displaystyle \lim _{x\rightarrow x_{0}}{f(x)}=f(x_{0})}.
2. Si {\displaystyle x_{0}\in I} i {\displaystyle x_{0}} no és un punt d'acumulació de {\displaystyle I}, direm que {\displaystyle f} és contínua per definició.

La definició anterior també es pot formular en termes de distàncies, diem que {\displaystyle f} és contínua en el punt {\displaystyle x_{0}} del seu domini si i només si:
{\displaystyle \forall \varepsilon >0,\exists \delta >0,\,x\in \,]x_{0}-\delta ,x_{0}+\delta [\,\cap I\Longrightarrow |f(x)-f(x_{0})|\leq \varepsilon \,}
És a dir, una funció és contínua quan per qualsevol punt {\displaystyle x} del seu domini podem trobar un interval tal que la seva imatge estigui continguda en un interval tan petit com vulguem al voltant de la seva imatge {\displaystyle f(x)}.
Finalment, en termes de successions tenim la següent propietat: La funció {\displaystyle f} és contínua en el punt {\displaystyle x_{0}\in I} si i només si per qualsevol successió {\displaystyle \{x_{n}\}\subset I} {\displaystyle \{x_{n}\}\rightarrow x_{0}\Longrightarrow \{f(x_{n})\}\rightarrow f(x_{0}).}Aquesta propietat s'anomena continuïtat seqüencial de {\displaystyle f} en el punt {\displaystyle x_{0}}.

### Continuïtat per la dreta i per l'esquerra
Suposem que la funció {\displaystyle f} està definida en l'interval tancat {\displaystyle [a,b]} i sigui {\displaystyle x_{0}\in [a,b[}. Es diu que el nombre {\displaystyle \ell } és el límit per la dreta de {\displaystyle f} en {\displaystyle x_{0}} si {\displaystyle \forall \varepsilon >0,\exists \delta >0} tal que si {\displaystyle x\in ]a,b[} compleix que {\displaystyle 0<x-x_{0}<\delta } (és dir, {\displaystyle x} està a la dreta de {\displaystyle x_{0}}), aleshores {\displaystyle \vert f(x)-\ell \vert <\varepsilon }; en aquest cas, s'escriu {\displaystyle \ell =f(x_{0}^{+})} i s'utilitza la notació {\displaystyle \lim _{x\to x_{0}^{+}}{f(x)}=f(x_{0}^{+})\quad {\text{o}}\ \ \lim _{x\downarrow x_{0}}{f(x)}=f(x_{0}^{+}).}Es diu que {\displaystyle f} és continua per la dreta en el punt {\displaystyle x_{0}} si {\displaystyle f(x_{0}^{+})=f(x_{0})} .
De manera anàloga, per a {\displaystyle x_{0}\in ]a,b]} es defineix el límit per l'esquerra de {\displaystyle f} en el punt {\displaystyle x_{0}} i s'escriu
{\displaystyle \lim _{x\to x_{0}^{-}}{f(x)}=f(x_{0}^{-})\quad {\text{o}}\ \ \lim _{x\uparrow x_{0}}{f(x)}=f(x_{0}^{-}).}
Es diu que {\displaystyle f} és continua per l'esquerra en el punt {\displaystyle x_{0}} si {\displaystyle f(x_{0}^{-})=f(x_{0})}.
Propietat. Sigui {\displaystyle x_{0}\in ]a,b[}. Aleshores {\displaystyle f} és contínua en el punt {\displaystyle x_{0}} si i només si {\displaystyle f(x_{0})=f(x_{0}^{+})=f(x_{0}^{-})}.
Vegeu més avall la secció discontinuïtats de salt per un exemple de funció on el límit per la dreta i per l'esquerra en un punt no coincideixen.

### Continuïtat en un interval
Sigui {\displaystyle [a,b]} un subconjunt del domini d'una funció {\displaystyle f}. Es diu que {\displaystyle f} és contínua en {\displaystyle [a,b]} (en llenguatge matemàtic, {\displaystyle f\in {\mathcal {C}}^{0}[a,b]}) si és contínua en tots el punts d'aquest interval.
És a dir:
{\displaystyle \forall x\in [a,b],\,\forall \varepsilon >0,\exists \delta >0,\,y\in \,]x-\delta ,x+\delta [\,\cap I\Longrightarrow |f(x)-f(y)|\leq \varepsilon \,}
que equival a què:
- {\displaystyle f} és contínua a {\displaystyle (a,b)} (en llenguatge matemàtic, {\displaystyle f\in {\mathcal {C}}^{0}(a,b)}).
- En els extrems de l'interval es compleix {\displaystyle f(a)=f(a^{+})} i {\displaystyle f(b)=f(b^{-})}

Evidentment, en la definició el número {\displaystyle \delta } depèn de {\displaystyle \epsilon }, ja que si {\displaystyle \epsilon } es fa més petit, pot ser que hàgim de buscar un {\displaystyle \delta } més petit. Però en aquest apartat cal aclarir que el número {\displaystyle \delta } també depèn del punt {\displaystyle x}, és a dir, per un mateix valor de {\displaystyle \epsilon }, un valor de {\displaystyle \delta } que serveix per algun punt en concret pot no servir per un altre punt. En general, donat un valor de {\displaystyle \epsilon } no existeix un valor de {\displaystyle \delta } que serveixi per a tots els punts {\displaystyle x\in [a,b]}, tot i així, quan aquest valor existeix parlem de continuïtat uniforme.

### Derivabilitat i continuïtat
Qualsevol funció derivable en un punt o en un interval, és igualment contínua en aquest punt o interval.
El recíproc és fals.
Per exemple, la funció {\displaystyle f(x)=|x|} (valor absolut de {\displaystyle x} és una funció contínua a {\displaystyle \mathbb {R} }, en canvi, no és derivable en el punt {\displaystyle x=0}.

### Funcions usuals
Les funcions polinòmiques, exponencials, logarítmiques, hiperbòliques, trigonomètriques són derivables en els intervals en què estan definides, i són, doncs, igualment contínues en aquests intervals.

## Teoremes sobre funcions contínues

### Teorema dels compactes
"{\displaystyle f} contínua en un compacte {\displaystyle K\Longrightarrow f(K)} és compacte."
Efectivament, per demostrar que {\displaystyle f(K)} és un compacte necessitem veure que, sigui {\displaystyle y_{a}=f(x_{a}),\forall x_{a}\in K}, la successió {\displaystyle \{y_{a}\}} té alguna successió parcial convergent {\displaystyle \{y_{a_{i}}\}}.
Com que, per hipòtesi {\displaystyle K} és un compacte, existeix alguna successió parcial {\displaystyle \{x_{a_{i}}\}} convergent. Sigui {\displaystyle l} el límit d'aquesta successió {\displaystyle (\{x_{a_{i}}\}\rightarrow l)}, per la definició de continuïtat (definició per successions) tenim que {\displaystyle \{f(x_{a_{i}})\}\rightarrow f(l)\in f(K)}. Però per la definició que hem fet al principi, {\displaystyle \{f(x_{a_{i}})\}=\{y_{a_{i}}\}\rightarrow f(l)} resultant així que {\displaystyle \{y_{a_{i}}\}} (que és una successió parcial de {\displaystyle \{y_{a}\}}) és convergent. I {\displaystyle f(K)} és un compacte.

### Teorema del màxim i el mínim
"{\displaystyle f} contínua en un compacte {\displaystyle K\Longrightarrow f(K)} té màxim i mínim."
Efectivament, pel teorema dels compactes si {\displaystyle f} és contínua en el compacte {\displaystyle K}, {\displaystyle f(K)} és compacte. Com que qualsevol compacte és fitat, existiran un suprem ({\displaystyle s}) i un ínfim ({\displaystyle i}). Demostrem ara que {\displaystyle s,i\in K}. En efecte, podem trobar valors tan a prop de {\displaystyle s} com vulguem (si no fos així, podríem trobar una fita superior més petita que {\displaystyle s}, arribant a una contradicció), per tant podem construir una successió {\displaystyle \{s_{n}\}} que convergeixi a {\displaystyle s}. Com que {\displaystyle f(K)} és un compacte {\displaystyle f(K)} és tancat i per tant, {\displaystyle s\in f(K)}. Sent {\displaystyle s} el màxim del compacte {\displaystyle f(K)}.{\displaystyle f(c)<0}
De manera anàloga podem trobar valors tan a prop de {\displaystyle i} com vulguem (o arribem a una contradicció), per tant, podem construir una successió {\displaystyle \{i_{n}\}\rightarrow i}. I com que {\displaystyle f(K)} és tancat {\displaystyle i\in f(K)}, sent el mínim d'aquest compacte.

### Teorema de Bolzano
"{\displaystyle f\in {\mathcal {C}}^{0}[a,b]} amb {\displaystyle f(a)\cdot f(b)<0} (és a dir, no nuls i de signe oposat) {\displaystyle \Longrightarrow \exists c\in (a,b)} on {\displaystyle f(c)=0}."
Efectivament, anomenem {\displaystyle I_{0}=[a,b]}, sigui {\displaystyle c_{0}} el punt central d'aquest interval. Si {\displaystyle f(c_{0})=0} el teorema queda demostrat. Si {\displaystyle f(c_{0})\neq 0}, aleshores partim l'interval {\displaystyle I_{0}} en els intervals {\displaystyle [a,c_{0}]} i {\displaystyle [c_{0},b]}. Com que {\displaystyle f(a)} i {\displaystyle f(b)} tenen signes oposats, {\displaystyle f(c_{0})} tindrà el mateix signe que un dels dos i tindrà signe oposat que l'altre. Anomenem {\displaystyle I_{1}} a l'interval en que {\displaystyle f} tingui signes oposats en els extrems, i definim {\displaystyle c_{1}} com el punt central de {\displaystyle I_{1}}. De nou repetim el mateix procés, si {\displaystyle f(c_{1})=0} hem acabat, si no, definim {\displaystyle I_{2},I_{3},...} Si per algun interval {\displaystyle I_{i}} es compleix que {\displaystyle f(c_{i})=0} hem acabat, si no tenim definits infinits intervals en els quals {\displaystyle f} pren valors oposats en els extrems.
Notem que es compleix sempre que {\displaystyle I_{0}\supset I_{1}\supset I_{2}\supset ...} i la longitud de cada interval és: {\displaystyle L_{0}=b-a,L_{1}={\frac {b-a}{2}},L_{2}={\frac {b-a}{4}},...,L_{n}={\frac {b-a}{2^{n}}}}.
Construïm la successió {\displaystyle x_{n}\in I_{n}}. Sigui {\displaystyle I_{n_{0}}} un interval de longitud {\displaystyle L_{n_{0}}={\frac {b-a}{2^{n_{0}}}}}, aleshores és clar que {\displaystyle |x_{n}-x_{m}|\leq {\frac {b-a}{2^{n_{0}}}},\forall n,m>n_{0}} ja que {\displaystyle I_{n},I_{m}\subset I_{n_{0}}}. Per tant,{\displaystyle \forall \epsilon >0,\exists n_{0}\in \mathbb {N} } tal que {\displaystyle L_{n_{0}}={\frac {b-a}{2^{n_{0}}}}\leq \epsilon } i, en conseqüència {\displaystyle |x_{n}-x_{m}|\leq {\frac {b-a}{2^{n_{0}}}}\leq \epsilon ,\forall m,n>n_{0}}. Per tant, la successió {\displaystyle \{x_{n}\}} és una successió de Cauchy i, per tant, és convergent. Denotem {\displaystyle c=\lim\{x_{n}\}}. Suposem que {\displaystyle f(c)>0}, aleshores per continuïtat podem trobar un interval {\displaystyle I} que compleixi que {\displaystyle f(x)>0} en tot l'interval. Però a partir d'algun subíndex {\displaystyle I_{n}\subset I} i existeix algun punt de {\displaystyle I_{n}} en que {\displaystyle f(x)<0} (recordem que {\displaystyle f} pren valors de signe oposat en els seus extrems). Igualment, si {\displaystyle f(c)<0} per continuïtat podem trobar un interval {\displaystyle I} que compleixi que {\displaystyle f(x)<0}. Però a partir d'algun subíndex {\displaystyle I_{n}\subset I} i existeix algun punt de {\displaystyle I_{n}} en que {\displaystyle f(x)>0}. Per tant, l'única possibilitat és que {\displaystyle f(c)=0}. Quedant així demostrat el teorema.

### Teorema del valor intermedi de Bolzano
"{\displaystyle f\in {\mathcal {C}}^{0}[a,b]}, amb {\displaystyle f(a)\neq f(b)}, i {\displaystyle u} està entre {\displaystyle f(a)} i {\displaystyle f(b)\Longrightarrow \exists c\in (a,b)} on {\displaystyle f(c)=u}."
Efectivament si {\displaystyle u} està entre {\displaystyle f(a)} i {\displaystyle f(b)}, aleshores {\displaystyle f(a)-u} i {\displaystyle f(b)-u} tenen signes oposats. Definim aleshores la funció {\displaystyle g(x)=f(x)-u}, com que {\displaystyle f} és contínua en l'interval {\displaystyle [a,b]}, {\displaystyle g} és contínua en el mateix interval. Hem dit que {\displaystyle g(a)=f(a)-u} i {\displaystyle g(b)=f(b)-u} tenen signes oposats, per tant, pel teorema de Bolzano, existeix un punt {\displaystyle c\in (a,b)} que compleix que {\displaystyle g(c)=f(c)-u=0\Longrightarrow f(c)=u}.

### Teorema de la continuïtat de la funció inversa
"{\displaystyle f} contínua i invertible en un interval {\displaystyle I\Longrightarrow f} és estrictament creixent o decreixent a {\displaystyle I} i {\displaystyle f^{-1}} és contínua a {\displaystyle f(I)}."
Efectivament, si {\displaystyle f} és invertible {\displaystyle f} ha de ser injectiva. Per tant, si per a dos punts {\displaystyle a,b\in I,}{\displaystyle a\neq b\Longrightarrow f(a)\neq f(b).} Suposem que {\displaystyle f(a)>f(b)}, aleshores, {\displaystyle \forall x\in (a,b),f(a)>f(x)>f(b)}, ja que, si {\displaystyle f(x)>f(a)>f(b)}, pel teorema del valor intermedi de Bolzano, existeix algun punt entre {\displaystyle c\in (x,b)} que compleix que {\displaystyle f(c)=f(a)}, però això no pot ser perquè {\displaystyle f} és injectiva. Pel mateix argument no es pot donar el cas que {\displaystyle f(a)>f(b)>f(x)}, ja que existiria algun punt {\displaystyle c} que compleix que {\displaystyle f(c)=f(b)}. Per tant, tenim que {\displaystyle f(x)} està entre {\displaystyle f(a)} i {\displaystyle f(b)}.
Considerem ara un punt {\displaystyle y\in (x,b)}, és a dir, {\displaystyle a<x<y<b}, pel mateix argument que a dalt podem afirmar que {\displaystyle f(x)>f(y)>f(b)} (i, per tant, {\displaystyle f(a)>f(x)>f(y)>f(b)}). Per tant, podem afirmar que si {\displaystyle x<y\Longrightarrow f(x)>f(y)}, és a dir, {\displaystyle f} és estrictament decreixent, si en comptes de suposar al principi que {\displaystyle f(a)>f(b)} suposem que {\displaystyle f(a)<f(b)} arribem a la conclusió (després de aplicar exactament el mateix raonament) que {\displaystyle f} és estrictament creixent. Demostrem ara que {\displaystyle f^{-1}} és contínua a l'interval {\displaystyle f(I)}.
Sigui {\displaystyle y_{i}=f(x_{i})\in f(I)}, hem de demostrar que {\displaystyle \forall \epsilon >0,\exists \delta >0|d{\big (}f(x),f(x_{i}){\big )}<\delta \Longrightarrow d{\big (}f^{-1}(f(x)),f^{-1}(f(x_{i})){\big )}=d{\big (}x,x_{i}{\big )}<\epsilon }.
Notem que, en ser {\displaystyle f} contínua i estrictament creixent (decreixent) es compleix que {\displaystyle f([a,b])=[f(a),f(b)]} {\displaystyle (=[f(b),f(a)])}. És a dir, que un punt pertany a l'interval {\displaystyle [a,b]} si i només si la seva imatge pertany a l'interval d'extrems {\displaystyle f(a)} i {\displaystyle f(b)}.
Per tant, per a qualsevol {\displaystyle \epsilon } podem trobar un {\displaystyle \delta <\epsilon } tal que {\displaystyle [y_{i}-\delta ,y_{i}+\delta ]=[f(x_{i})-\delta ,f(x_{i})+\delta ]\subset [f(x_{i})-\epsilon ,f(x_{i})+\epsilon ]=f([x_{i}-\epsilon ,x_{i}+\epsilon ]).}
Si {\displaystyle d(f(x),f(x_{i}))<\delta }, aleshores {\displaystyle f(x)\in [f(x_{i})-\delta ,f(x_{i})+\delta ]\Longrightarrow f(x)\in f([x_{i}-\epsilon ,x_{i}+\epsilon ])\Longrightarrow x\in [x_{i}-\epsilon ,x_{i}+\epsilon ]\Longrightarrow d(x,x_{i})<\epsilon }
Quedant demostrat que la funció {\displaystyle f^{-1}} és contínua.

## Tipus de discontinuïtats de funcions d'una variable real

### Discontinuïtat asimptòtica
En contextos informals, com ara els estudis de batxillerat, es diu que una funció {\displaystyle f(x)} de domini {\displaystyle D\varsubsetneq \mathbb {R} } presenta una discontinuïtat asimptòtica en un punt d'acumulació {\displaystyle a\not \in D} quan un o tots dos límits laterals de la funció en aquest punt són de tipus infinit. Es pot donar un dels quatre casos diferents:
```
(1) 

  

    

      

        

          

            

              
lim

              

                
x

                
→

                
a

              

            

            

              
f

              
(

              
x

              
)

              
=

              
∞

            

          

        

      

    

    
{\displaystyle \scriptstyle {\lim _{x\to a}{f(x)=\infty }}}

  

 (2) 

  

    

      

        

          

            

              
lim

              

                
x

                
→

                
a

              

            

            

              
f

              
(

              
x

              
)

              
=

              
−

              
∞

            

          

        

      

    

    
{\displaystyle \scriptstyle {\lim _{x\to a}{f(x)=-\infty }}}

  

 (3) 

  

    

      

        

          

            

              
lim

              

                
x

                
→

                

                  
a

                  

                    
−

                  

                

              

            

            

              
f

              
(

              
x

              
)

              
=

              
+

              
∞

            

          

        

      

    

    
{\displaystyle \scriptstyle {\lim _{x\to a^{-}}{f(x)=+\infty }}}

  

 i 

  

    

      

        

          

            

              
lim

              

                
x

                
→

                

                  
a

                  

                    
+

                  

                

              

            

            

              
f

              
(

              
x

              
)

              
=

              
−

              
∞

            

          

        

      

    

    
{\displaystyle \scriptstyle {\lim _{x\to a^{+}}{f(x)=-\infty }}}

  

 (4) 

  

    

      

        

          

            

              
lim

              

                
x

                
→

                

                  
a

                  

                    
−

                  

                

              

            

            

              
f

              
(

              
x

              
)

              
=

              
−

              
∞

            

          

        

      

    

    
{\displaystyle \scriptstyle {\lim _{x\to a^{-}}{f(x)=-\infty }}}

  

 i 

  

    

      

        

          

            

              
lim

              

                
x

                
→

                

                  
a

                  

                    
+

                  

                

              

            

            

              
f

              
(

              
x

              
)

              
=

              
+

              
∞

            

          

        

      

    

    
{\displaystyle \scriptstyle {\lim _{x\to a^{+}}{f(x)=+\infty }}}

  

```

La recta x=a s'anomena asímptota vertical.
És molt important esmentar que, formalment i matemàtica, no té sentit parlar d'una discontinuïtat en un punt que no pertany al domini de la funció. El concepte de discontinuïtat asimptòtica neix del tractament poc rigorós que es fa del concepte de continuïtat a partir de límits, per no haver d'abordar la definició formal vista anteriorment.
Exemple:

### Discontinuïtat de salt
Una funció {\displaystyle f(x)} de domini {\displaystyle D\subseteq \mathbb {R} } presenta una discontinuïtat de salt en un punt {\displaystyle a\in D} quan els límits laterals en aquest punt no són iguals:
```

  

    

      

        

          
lim

          

            
x

            
→

            

              
a

              

                
−

              

            

          

        

        

          
f

          
(

          
x

          
)

        

        
≠

        

          
lim

          

            
x

            
→

            

              
a

              

                
+

              

            

          

        

        

          
f

          
(

          
x

          
)

        

      

    

    
{\displaystyle \lim _{x\to a^{-}}{f(x)}\neq \lim _{x\to a^{+}}{f(x)}}

  

```

Exemple:

### Discontinuïtat evitable
Una funció {\displaystyle f(x)} de domini {\displaystyle D\subseteq \mathbb {R} } presenta una discontinuïtat evitable en un punt {\displaystyle a\in D} quan la funció té límit en aquest punt però no coincideix amb el valor de la funció: {\displaystyle \lim _{x\to a^{-}}{f(x)}=\lim _{x\to a^{+}}{f(x)}=\lim _{x\to a}{f(x)}\neq {f(a)}}
Per tant, la funció f es podria fer contínua només redefinint {\displaystyle f(a)}.

En contextos informals, com ara els estudis de batxillerat, es parla també de discontinuïtats evitables en punts {\displaystyle a\not \in D} quan {\displaystyle \lim _{x\to a^{-}}{f(x)}=\lim _{x\to a^{+}}{f(x)}}. Altra vegada és molt important esmentar que, formalment i matemàtica, no té sentit parlar d'una discontinuïtat en un punt que no pertany al domini de la funció.
Exemple en un context informal (punt fora del domini):

## Àlgebra de les funcions contínues i composició de funcions contínues
Per definició:
{\displaystyle f} contínua a {\displaystyle a\Leftrightarrow \lim _{x\to a}f(x)=f(a)}.
Dels teoremes sobre els límits resulta:

### Àlgebra de les funcions contínues
Siguin {\displaystyle f} i {\displaystyle g} dues funcions contínues en un mateix interval {\displaystyle I}. Llavors:
- {\displaystyle \alpha f+\beta g\quad \forall (\alpha ,\beta )\in \mathbb {R} ^{2}} (combinació lineal)
- {\displaystyle f\cdot g} (producte)
- {\displaystyle {\frac {f}{g}}\quad (g\neq 0)} (quocient)

són funcions contínues a {\displaystyle I}.

### Composició de funcions contínues
Si {\displaystyle f} és contínua a {\displaystyle I} i {\displaystyle g} és contínua a {\displaystyle f(I)} llavors {\displaystyle g\circ f} és contínua a {\displaystyle I}.

## Funcions contínues entre espais topològics
La definició esmentada de funció contínua es pot expressar de forma més general a les funcions entre dos espais topològics; donada una funció {\displaystyle f:A\longrightarrow B} entre dos espais topològics, aquesta és contínua si i només si per a tot obert {\displaystyle O\subseteq B} es dona que {\displaystyle f^{-1}\left[O\right]} és un obert de {\displaystyle A}.